# 卡爾·拉松
卡爾·拉松（瑞典語：Carl Larsson，1853年5月28日—1919年1月22日），瑞典水彩畫家、插畫家、油畫家、壁畫家和室內設計師，以水彩畫聞名。他的名字有時也做Karl Larsson。

## 生平
拉松出生在斯德哥爾摩的舊城的一個貧窮家庭，童年生活相當拮据，13歲時，他在學校有一位老師鼓勵他進入瑞典皇家藝術學院 principskola課程，而他也幸運的獲得錄取了。拉松在藝術學院的初期因為自己出身貧窮，而對學校生活感到相當迷惑，不願意和同學親近，1869年，拉松16歲時，他被提升到了「antique school」（瑞典皇家藝術學院中的頂尖部門），此後拉松對自己的才華開始感到自信，並逐漸成為學校中的重要學生。
學校畢業之後，拉松開始為書籍、報紙和雜誌等繪製插畫謀生，幾年之後他搬到了巴黎，在繪畫上更為努力練習，但在巴黎，拉松並沒有變成一位成功的畫家。
1882年，拉松在格雷修爾盧昂村（Grez-sur-Loing）（巴黎郊區中，一個斯堪地納維亞藝術家聚集區），認識了Karin Bergöö (1859年–1928年)，也就是他未來的妻子，結婚之後, 拉松到哥德堡當博物館藝術老師。拉松的畫風在此時產生了一個轉折點，這一時期他畫出了日後最被讚賞的畫作，他使用大量的透明水彩，在顏色上的運用與過去的油畫作品大不相同。這一時期，拉松也創作出了幾個水彩插畫作品，這些作品可能是瑞典最早的水彩插畫作品之一。他與妻子Karin與8個孩子的生活都成了畫作中的人物、情景，畫中溫馨的家庭氣氛讓拉松的水彩畫作開始受到全世界觀者的喜愛。
1888年，拉松一家搬到瑞典達拉納省桑德波恩村（Sundborn，在法倫東北12公里處），住進了一個叫Little Hyttnäs的小屋，是他的岳父Adolf Bergöö贈送給他們一家的，他與妻子一同裝飾了這個小屋，屋中相當有藝術氣息，也為未來的家庭成員準備了一些特別的空間, 如藝術廳、飯廳、遊樂廳。，拉松日後將此屋畫到了許多繪畫作品裡，使得它相當知名，今日這間小屋是桑德波恩村該地的熱門景點，也是瑞典列入國家保護的私人博物館。由拉松的後輩管理，每年5月到10月對外開放。

## 主要作品

### 繪畫
- 1873年：《有水罐的靜物》（Still life with jug）早期的油畫作品。 圖片
- 1882年：《10月》（October）在法國格雷修爾盧昂村所畫的水彩作品。圖片
- 1894年：《辛格拉》（Singoalla）早期為書籍插畫的作品之一。圖片
- 1894年-1899年：《窗台上的花》（Flowers on the windowsill）在拉松出版的《家》（Ett Hem）中的一幅作品。圖片
- 1894年-1899年：《銀樺樹下的早餐》（Breakfast under the big birch）在拉松出版的《家》中的一幅作品。圖片
- 1915年：《艾瑞克愛利信》（Erik Eriksson）桑德波恩村中一位馬蹄鐵匠的肖像。圖片
- 1914年-1915年：《仲冬犧牲》（Midwinter sacrifice）拉松最重要的壁畫作品。圖片

### 書籍
- 《家》（Ett Hem）ISBN 0-399-20400-8, Putnam Juvenile; 1st American ed edition (1974年)
- 《農場》（A Farm）ISBN 0-399-20541-1, Putnam Juvenile; New edition (1976年)
- 《我们一家、我们的房子和农场》山东画报出版社

### 圖片

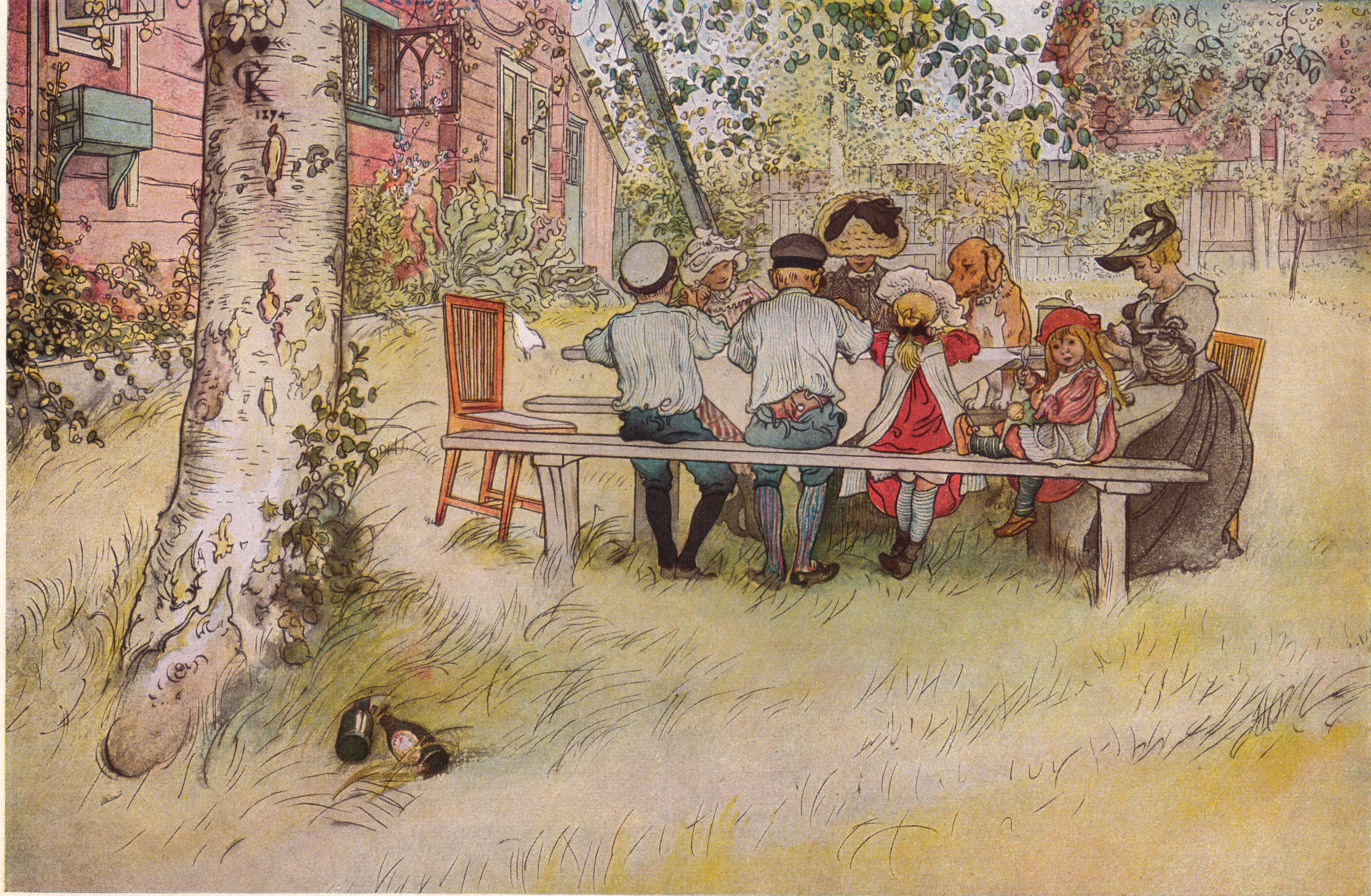
1896年拉松的作品《銀樺樹下的早餐》
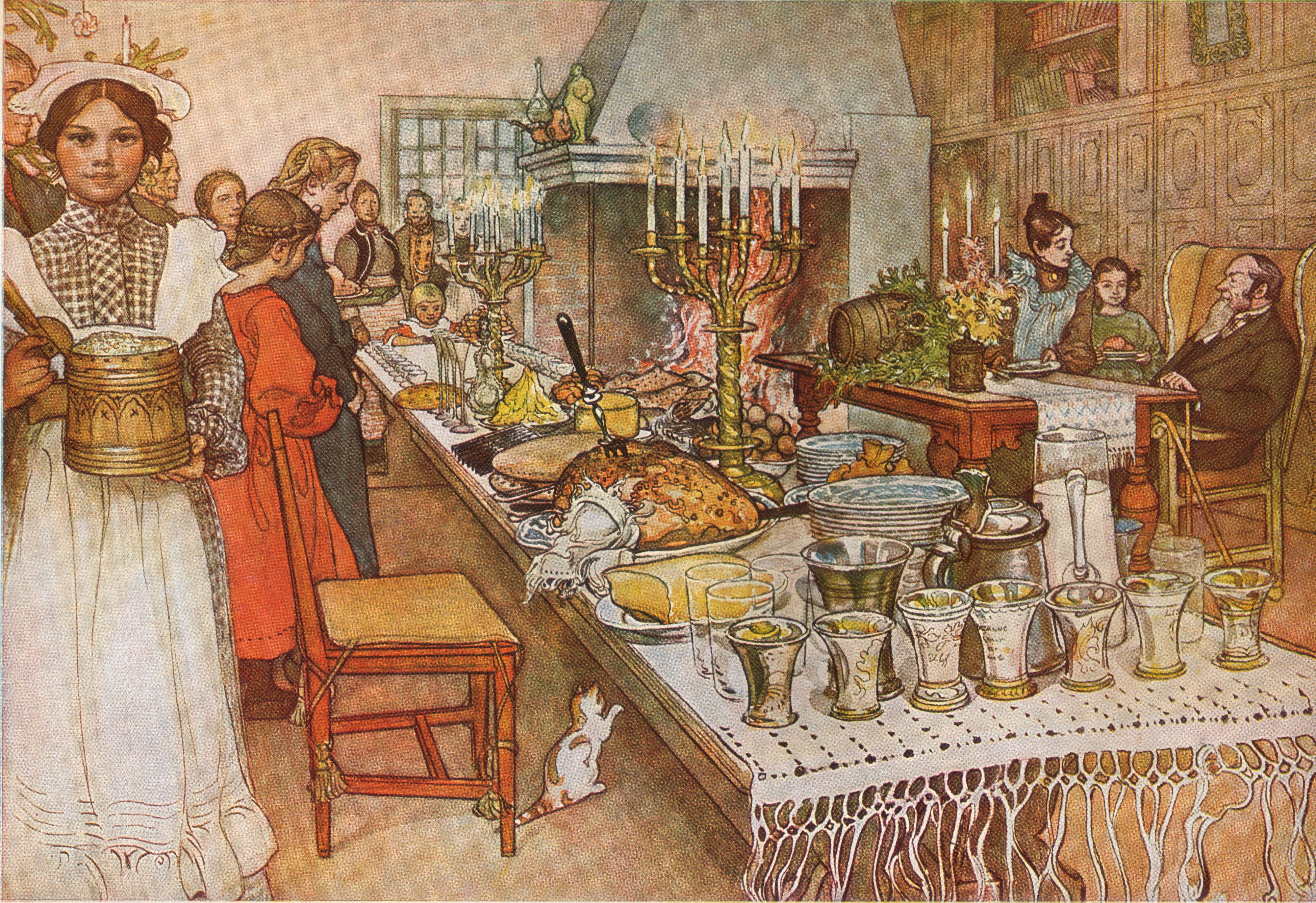
1904–1905年拉松的作品《耶誕夜》
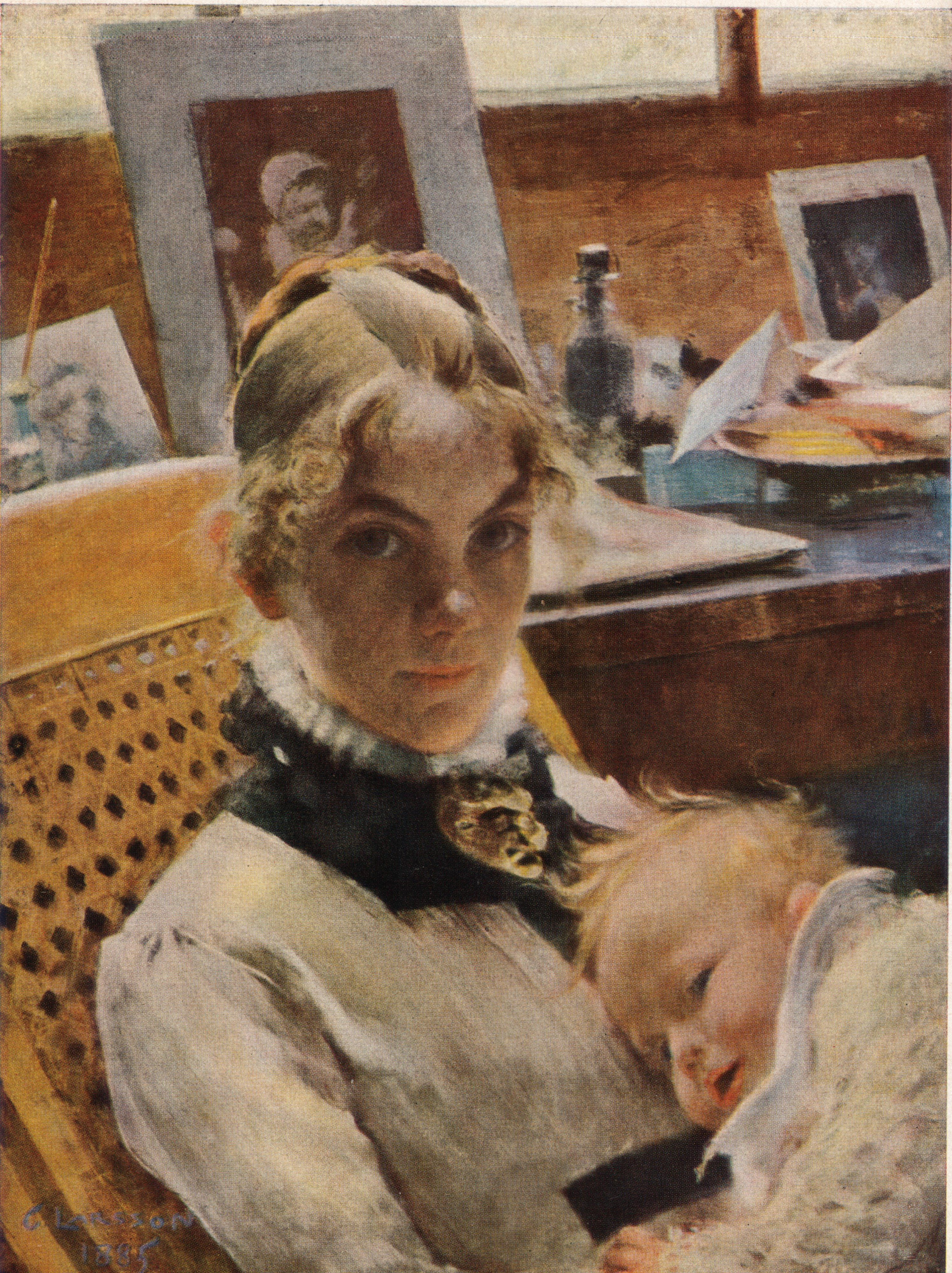
拉松的妻女
《麗茲在釣魚》
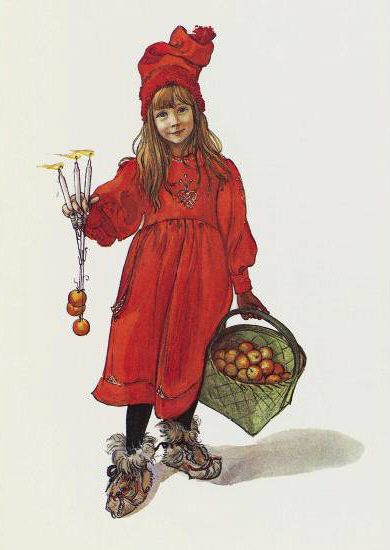
Brita as Iduna
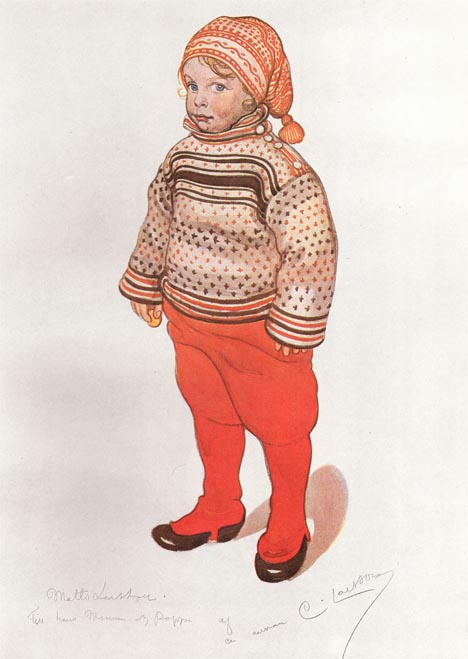
Matts Bergom Larsson (not Carl's son Mats)
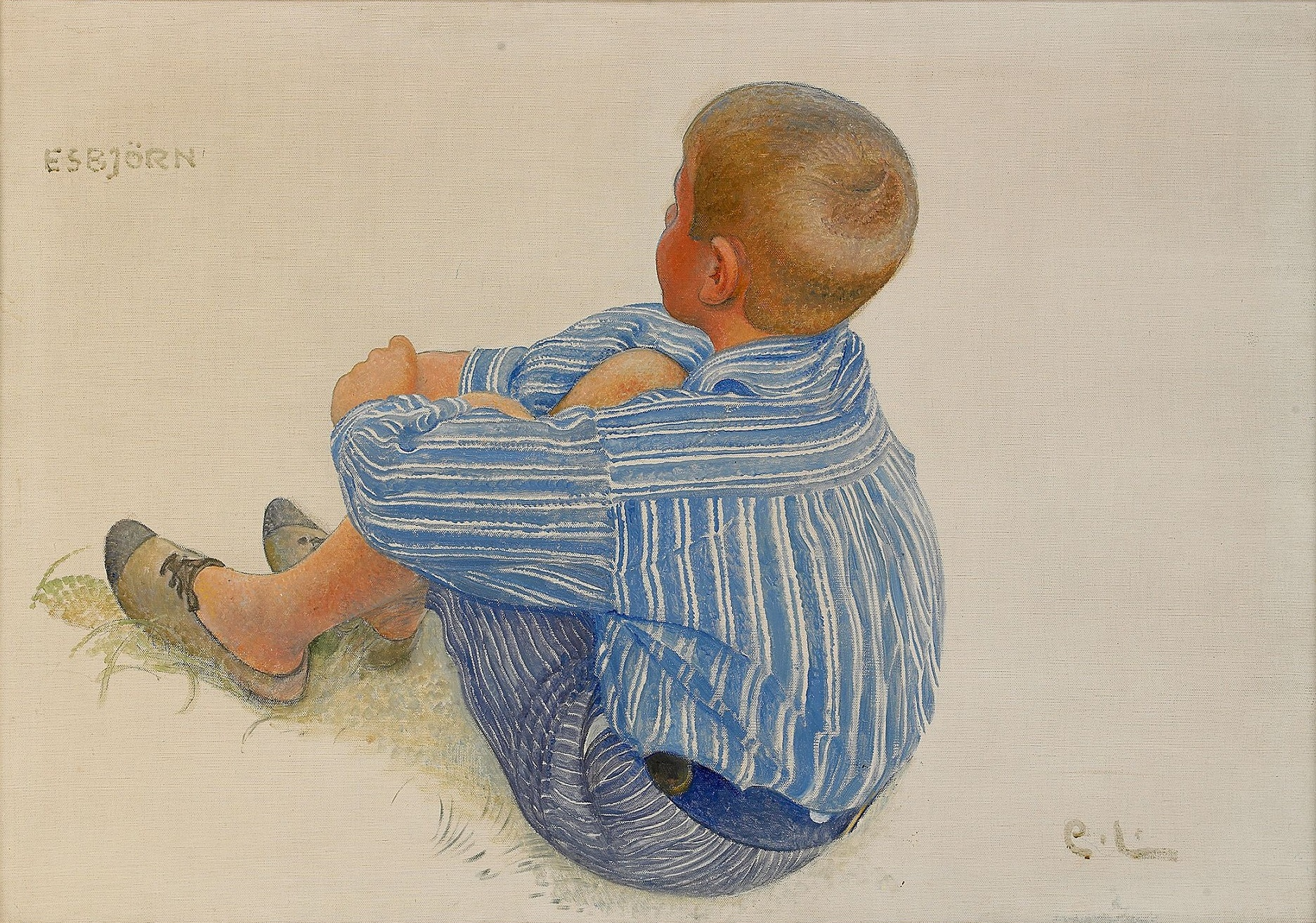
Esbjörn
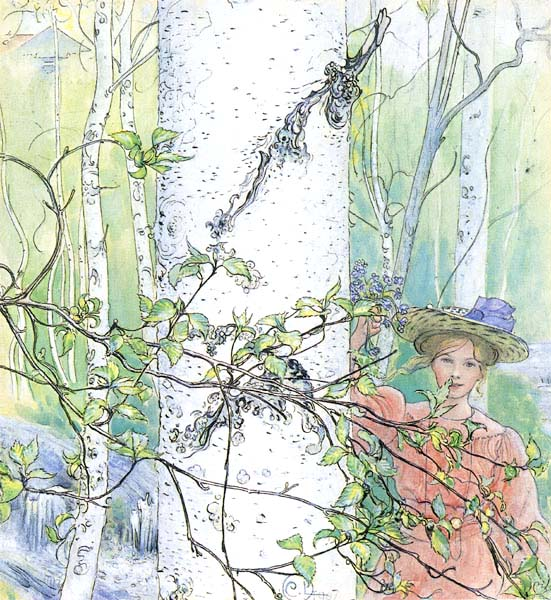
1907年的作品《春天》

## 評論
有人認為拉松畫作的受歡迎度間接導致了19世紀初期，彩色印刷技術的進步，當時瑞典的出版商伯尼爾（Bonnier）成功的出版了有拉松水彩畫作和文字的彩色印刷繪畫作品，例如《家》。但在1909年之後，這些昂貴的繪畫作品就絕版了，改由德國的出版商卡爾·羅伯特·藍格威胥（Karl Robert Langewiesche，1874年–1931年)重新印刷出版，並由卡爾拉松重新編排，書名也改為《陽光中的小屋》，此繪畫作品很快的成為當時德國銷量最好的書籍，在3個月中就賣掉了4萬本，直到2001年都還有40種不同語言在世界各國銷售。
拉松後來開始為學校、博物館和公共建築畫大型的壁畫，並將大型壁畫視為晚年個人重要的創作，他最後一幅壁畫作品是在1915年的《仲冬犧牲》（Midvinterblot），這是為了瑞典國家博物館的一個樓梯間牆面所繪製的，但直到1992年博物館才將它公開展示，拉松晚年曾在書上寫下當時博物館拒絕這幅畫作，所帶給他的痛苦，他認為此畫應是他生命中最偉大的成就，但被拒絕的命運打擊了他的意志，他感覺畫中一定有他看不到的缺點，他想要再畫出更好的畫作，然而他也承認，在美好家庭水彩畫風格的成功之後，他幾乎無法再畫其他主題，他認為這是因為他的家庭畫中充滿了他對妻子和孩子無限的愛，才導致他畫作的成功。
拉松與妻子所精心設計的小屋，後日被譽為瑞典家居設計的典範，瑞典家具商宜家在公司簡介上就有提到這位畫家。

## 外部連結
- 拉松家族網站（页面存档备份，存于）
- 拉松的藝廊